# Park Yong-ji
Đây là một tên người Triều Tiên, họ là Park.
Park Yong-Ji (tiếng Hàn: 박용지; sinh ngày 9 tháng 10 năm 1992) là một cầu thủ bóng đá Hàn Quốc thi đấu ở vị trí tiền đạo cho Incheon United FC.

## Sự nghiệp
Anh gia nhập Ulsan Hyundai từ Đại học Chung-Ang ngày 18 tháng 12 năm 2012. Anh gia nhập Busan vào mùa hè năm 2014 khi hoán đổi với Kim Yong-Tae, với Yang Dong-Hyun chuyển về phía đối diện. Anh ghi bàn thắng đầu tiên cho câu lạc bộ ngày 6 tháng 8 trong trận hòa 1-1 với Gyeongnam.

## Thống kê sự nghiệp câu lạc bộ
Tính đến 6 tháng 4 năm 2015
| Thành tích câu lạc bộ | Thành tích câu lạc bộ | Thành tích câu lạc bộ | Giải vô địch | Giải vô địch | Cúp     | Cúp     | Liên lục địa | Liên lục địa | Tổng cộng | Tổng cộng |
| Mùa giải              | Câu lạc bộ            | Giải vô địch          | Trận         | Bàn          | Trận    | Bàn     | Trận         | Bàn          | Trận      | Bàn       |
| Hàn Quốc              | Hàn Quốc              | Hàn Quốc              | Giải vô địch | Giải vô địch | Cúp KFA | Cúp KFA | Châu Á       | Châu Á       | Tổng cộng | Tổng cộng |
| --------------------- | --------------------- | --------------------- | ------------ | ------------ | ------- | ------- | ------------ | ------------ | --------- | --------- |
| 2013                  | Ulsan Hyundai         | K League 1            | 16           | 1            | 1       | 0       | 0            | 0            | 17        | 1         |
| 2014                  | Ulsan Hyundai         | K League 1            | 6            | 0            | 1       | 0       | 2            | 0            | 9         | 0         |
| 2014                  | Busan IPark           | K League 1            | 21           | 2            | 1       | 0       | 0            | 0            | 22        | 2         |
| 2015                  | Busan IPark           | K League 1            | 9            | 1            | 1       | 0       | 0            | 0            | 10        | 1         |
| Tổng cộng sự nghiệp   | Tổng cộng sự nghiệp   | Tổng cộng sự nghiệp   | 52           | 4            | 4       | 0       | 2            | 0            | 58        | 4         |